# Danilo Dolci
Danilo Dolci (Sesana, 28 giugno 1924 – Trappeto, 30 dicembre 1997) è stato un sociologo, poeta, educatore e attivista della nonviolenza italiano.
Fu soprannominato Gandhi della Sicilia o Gandhi italiano (quest'ultimo soprannome condiviso con altre personalità, come Aldo Capitini e Franco Corbelli).

## Biografia

### Anni giovanili

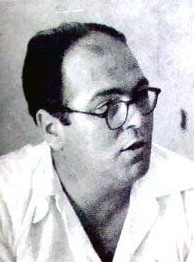
Dolci nella prima metà degli anni cinquanta

Nasce il 28 giugno 1924 a Sesana (all'epoca in provincia di Trieste, oggi territorio sloveno). La madre, Meli Kontelj, è una donna slovena molto religiosa, mentre il padre, Enrico Dolci, è un ferroviere originario di Rovato (BS), agnostico, il cui lavoro determina per la famiglia continui cambi di residenza.
Danilo compie i primi studi in Lombardia, conseguendo nel 1943 il diploma presso un Istituto tecnico per geometri e nello stesso anno la maturità artistica a Brera. Lo attrae la musica classica, soprattutto Johann Sebastian Bach. Legge autori moralmente impegnati come Tolstoj, Russell, Voltaire, Seneca.
Durante gli anni del fascismo sviluppa presto una decisa avversione alla dittatura. Nel tortonese - dove risiede con la famiglia negli anni del primo dopoguerra - viene visto strappare manifesti propagandistici del regime. Nel 1943 rifiuta la divisa della Repubblica Sociale Italiana e tenta di attraversare la linea del fronte, ma viene arrestato a Genova dai nazifascisti. Riesce a fuggire e ripara presso una casa di pastori a Poggio Cancelli, un piccolo borgo dell'Appennino abruzzese.
Terminata la guerra, studia Architettura alla Facoltà della Sapienza di Roma, dove segue anche le lezioni di Ernesto Buonaiuti. Torna poi a Milano, dove conosce Bruno Zevi. Insegna presso una scuola serale di Sesto San Giovanni e, tra gli operai che siedono dietro i banchi, conosce Franco Alasia, che diventerà tra i suoi più stretti collaboratori. Prosegue gli studi di Architettura al Politecnico di Milano, ma nel 1950, poco prima di discutere la tesi, decide di lasciare tutto per aderire all'esperienza di Nomadelfia - comunità animata da don Zeno Saltini - a Fossoli (frazione di Carpi).
Dopo che una sua lunga lirica, dal titolo Parole nel giorno, è raccolta nell'antologia Nuovi poeti, negli anni '50 comincia a essere conosciuto come poeta.

### Il trasferimento in Sicilia e le lotte nonviolente

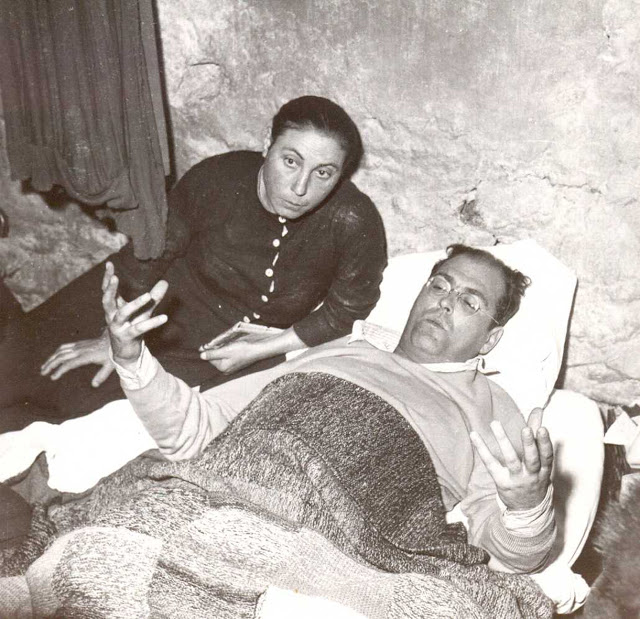
Sciopero della fame di Danilo Dolci nell'ottobre 1952

Nel 1952 sceglie di trasferirsi nella Sicilia occidentale (Trappeto, Partinico) dove promuove lotte nonviolente contro la mafia, la disoccupazione, l'analfabetismo e la fame endemica sospinti dall'assenza dello stato e dalle disparità sociali, per l'affermazione dei diritti umani e civili fondamentali: siffatto impegno sociale gli varrà il soprannome - rivolto in quegli anni anche ad Aldo Capitini - di "Gandhi italiano".
Nella sua attività di animazione sociale e di lotta politica, Danilo Dolci ha sempre impiegato con coerenza e coraggio gli strumenti della nonviolenza.
Il 14 ottobre 1952, a Trappeto, Dolci dà inizio alla prima delle sue numerose proteste nonviolente, il digiuno sul letto di Benedetto Barretta, un bambino morto per la denutrizione. Se anche Dolci fosse morto di fame, lo avrebbero sostituito, in accordo con lui, altre persone, fino a quando le istituzioni italiane non si fossero interessate alla povertà della zona. La protesta, dopo aver attirato l'attenzione della stampa, viene interrotta quando le autorità s'impegnano pubblicamente a eseguire alcuni interventi urgenti, come la costruzione di un impianto fognario. In questa occasione si stabilisce un dialogo intenso e duraturo fra Dolci e il filosofo nonviolento Aldo Capitini e il suo collaboratore Alberto L'Abate.
Nel 1953 Dolci sposa Vincenzina Mangano, la vedova di un contadino marinaio di Trappeto, deceduto per una malattia, che aveva cinque figli: Turi, Matteo, Pino, Giacomo e Luciano. Con lei avrà altri cinque figli tra maschi e femmine: Libera, Cielo (in omaggio a Cielo d'Alcamo), Amico (musicista e continuatore dell'opera del padre), Chiara e Daniela.. Avrà in seguito altri due figli (Sereno ed En) con la seconda moglie (Elèna Norman, una pedagogista svedese).
Nel gennaio del 1956, a San Cataldo, oltre mille persone danno vita ad uno sciopero della fame collettivo per protestare contro la pesca di frodo, tollerata dallo Stato, che priva i pescatori dei mezzi di sussistenza. Ma la manifestazione è presto sciolta dalle autorità, con la motivazione che «un digiuno pubblico è illegale».

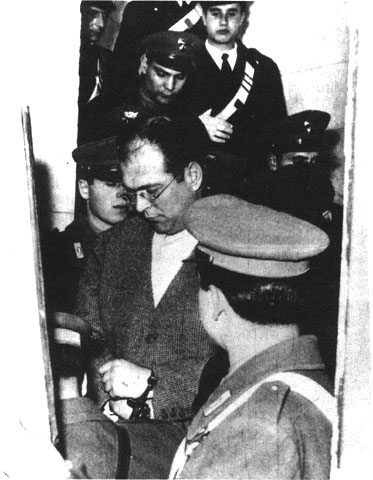
L'arresto di Dolci nel febbraio del 1956

Il 2 febbraio 1956 ha luogo, a Partinico, un paese tra Palermo e Trapani, lo sciopero alla rovescia. Alla base c'è l'idea che, se un operaio, per protestare, si astiene dal lavoro, un disoccupato può scioperare invece lavorando. Così centinaia di disoccupati si organizzano per riattivare pacificamente una strada comunale abbandonata; ma i lavori vengono fermati dalla polizia e Dolci, con alcuni suoi collaboratori, viene arrestato per resistenza e oltraggio a pubblico ufficiale, istigazione a disobbedire alle leggi e invasione di terreni. L'episodio suscita indignazione nel Paese e provoca numerose interrogazioni parlamentari.
Il processo ha enorme risalto sulla stampa, e tra i suoi avvocati difensori c'è il grande giurista Piero Calamandrei, che scrive:
(Piero Calamandrei, dall'arringa tenuta il 30 marzo 1956 davanti al tribunale penale di Palermo)
Nel processo sfilarono come testimoni della difesa personaggi come Carlo Levi e Elio Vittorini; a suo favore si schierarono tra gli altri: Giorgio La Pira, Guido Piovene, Renato Guttuso, Bruno Zevi, Bertrand Russell, Alberto Moravia, Norberto Bobbio, Elio Vittorini, Cesare Zavattini, Ignazio Silone, Enzo Sellerio, Aldo Capitini, Paolo Sylos Labini, Eric Fromm, Jean-Paul Sartre, Aldous Huxley, Jean Piaget. Nella sua arringa, Calamandrei disse anche: «Anche oggi l'Italia vive uno di questi periodi di trapasso, nei quali la funzione dei giudici, meglio che quella di difendere una legalità decrepita, è quella di creare gradualmente la nuova legalità promessa dalla Costituzione», e aggiunse «Vorrei, signori Giudici, che voi sentiste con quale ansia migliaia di persone in tutta Italia attendono che voi decidiate con giustizia, che vuol dire anche con indipendenza e con coraggio questa causa eccezionale: e che la vostra sia una sentenza che apra il cuore della speranza, non una sentenza che ribadisca la disperazione». Alla fine, Dolci fu condannato a 50 giorni di carcere. In questo periodo molti giovani volontari decidono di sostenere l'attività di Dolci a Partinico e a Palermo, dove nel frattempo ha avviato diverse iniziative nei quartieri più poveri (Cortile Scalilla, al Capo e cortile Cascino, a Danisinni). Fra di loro anche Lorenzo Barbera, che diventerà uno dei suoi più stretti collaboratori, Alberto L'Abate e Goffredo Fofi.

### Radio Libera di Partinico
Con Pino Lombardo e Franco Alasia, Danilo Dolci fu più tardi promotore di un'altra iniziativa nonviolenta particolarmente creativa e clamorosa, l'apertura della prima radio italiana a infrangere il monopolio radiofonico della RAI. Radio Partinico Libera iniziò le sue trasmissioni alle 17:31 del 25 marzo 1970 per lanciare un appello disperato: a più di due anni dal tremendo sisma che aveva devastato la Sicilia occidentale «si marcisce di chiacchiere e di ingiustizie, la Sicilia muore». Infatti, non un solo edificio era stato ricostruito, la gente continuava a vivere nelle baracche. 27 ore dopo l'inizio delle trasmissioni le forze dell'ordine provvedevano al sequestro degli impianti e alla chiusura dell'emittente. Anche in seguito a questo episodio ci fu un processo, infine senza conseguenze penali.

### La denuncia della mafia e dei suoi rapporti con la politica
La figura e l'opera di Dolci polarizzano l'opinione pubblica: mentre si moltiplicano gli attestati di stima e solidarietà, in Italia e all'estero, anche da personalità come Norberto Bobbio, Carlo Levi, Ignazio Silone, Aldous Huxley, Jean Piaget, Bertrand Russell ed Erich Fromm, per altri Dolci è solo un pericoloso sovversivo: il cardinale Ernesto Ruffini, ad esempio, in una lettera pastorale del 1964, indicò il romanzo-capolavoro di Tomasi di Lampedusa Il Gattopardo, il gran parlare di mafia e Danilo Dolci come le tre cause che maggiormente contribuivano a disonorare la Sicilia. Dolci in particolare, secondo l'alto prelato, "continua a tenere conferenze in diverse nazioni, facendo credere che qui, nonostante il senso religioso e la presenza di molti sacerdoti, regnano estrema povertà e somma trascuratezza da parte dei poteri pubblici".
L'intensa attività di studio e di denuncia del fenomeno mafioso e dei suoi rapporti col sistema politico portano Dolci a muovere nel 1965 pesanti accuse  - formulate in una conferenza stampa dopo un'audizione in Commissione antimafia e documentate in Spreco (Einaudi, Torino, 1960) e Chi gioca solo (Einaudi, Torino, 1966) - a esponenti di primo piano e a notabili della vita politica siciliana e nazionale. Tra essi Calogero Volpe e il ministro del Commercio con l'estero Bernardo Mattarella, figure di spicco della Democrazia Cristiana. Dolci e Franco Alasia, suo stretto collaboratore e coautore della denuncia, vengono querelati per diffamazione e condannati dopo un tormentato percorso processuale, durato sette anni. Solo un'amnistia eviterà loro la detenzione.

### I riconoscimenti

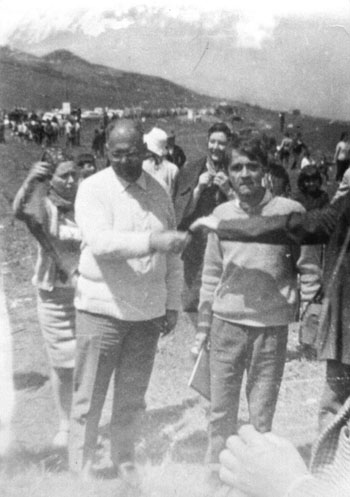
Marcia della protesta e della pace organizzata da Danilo Dolci (a sinistra) nel marzo del 1967. Accanto a lui c'è Peppino Impastato.

Nel corso degli anni intorno a Dolci, scrittore, attivista per la pace e pedagogista, si consolida una stima nazionale e internazionale. Nel 1957 gli viene attribuito in Unione Sovietica il Premio Lenin per la pace, che lui accetta pur dichiarando di non essere comunista. Con i soldi del premio si costituisce a Partinico il "Centro studi e iniziative per la piena occupazione".. Nel 1957 riceve il Premio Viareggio per il saggio Inchiesta a Palermo. Nel 1970 ottiene il Premio Socrate di Stoccolma per «l'attività svolta in favore della pace, per i contributi di portata mondiale dati nel settore dell'educazione». Nel 1968 l'Università di Berna gli conferisce la laurea honoris causa in Pedagogia.
Nel 1969 viene insignito della Medaglia d'oro dell'Accademia dei Lincei per la sua opera di diffusione dei valori umanitari e culturali. È del 1970 il Premio Sonning dell'Università di Copenaghen «per il contributo offerto alla civilizzazione europea». Nell'aprile del 1973 una delegazione della Comune del Guado fondata da Daniele Oppi (composta tra gli altri da Aldo Simoncini, la poetessa Márcia Theóphilo, Marco Magni, Paolo Suman) gli fa visita per uno scambio di esperienze in ambito socio culturale.
Negli anni settanta il ritorno all'antica passione per la poesia gli frutta, oltre a diverse pubblicazioni, il Premio Internazionale Viareggio per la raccolta Creatura di creature (Feltrinelli, Milano 1979). Nel 1989 a Bangalore, in India, riceve il Premio Internazionale Gandhi per l’approfondimento dei valori rivoluzionari nonviolenti. Nel 1996 l'Università di Bologna gli conferisce la laurea honoris causa in Scienze dell'educazione. Nel 2007 a Sesana, sua città natale ora in Slovenia, viene posta una targa bilingue sulla porta della sua casa.

## Il metodo maieutico
Il metodo di lavoro di Danilo Dolci è parte costitutiva del suo impegno sociale ed educativo: piuttosto che dispensare verità preconfezionate, egli ritiene che nessun vero cambiamento possa prescindere dal coinvolgimento, dall'esperienza e dalla partecipazione diretta degli interessati. La sua idea di progresso valorizza la cultura e le competenze locali, il contributo di ogni collettività e di ogni persona. Per questo Dolci collega la sua modalità di operare alla maieutica socratica. Il suo si configura come un lavoro di capacitazione delle persone generalmente escluse dal potere e dalle decisioni.
Nelle riunioni animate da Dolci, ciascuno si interroga, impara a confrontarsi con gli altri, ad ascoltare e decidere. È proprio nel corso di riunioni con contadini e pescatori della Sicilia occidentale che prende corpo l'idea di costruire la diga sul fiume Jato. La successiva realizzazione di questo progetto costituirà un importante volano per lo sviluppo economico della zona e toglierà un'arma importante alla mafia, che faceva del controllo delle modeste risorse idriche disponibili uno strumento di dominio sui cittadini. L'irrigazione delle terre ha consentito, in questa zona della Sicilia occidentale, la nascita e lo sviluppo di numerose aziende e cooperative, divenendo occasione di cambiamento economico, sociale, civile.

## Il lavoro educativo

Danilo Dolci

A partire dagli anni settanta per Dolci l'impegno educativo assume un ruolo centrale: viene approfondito lo studio, sempre connesso alla sperimentazione, della struttura maieutica, ovvero di una modalità cooperativa di dibattito, studio e ricerca comune della verità. Col contributo di esperti internazionali si avvia l'esperienza del Centro Educativo di Mirto (zona di Partinico), frequentato da centinaia di bambini. Negli anni successivi Dolci gira l'Italia per animare laboratori maieutici in scuole, associazioni, centri culturali.
Il lavoro di ricerca, condotto con numerosi collaboratori italiani e internazionali, si approfondisce negli anni ottanta e novanta: muovendo dalla distinzione fra trasmettere e comunicare e tra potere e dominio, Dolci evidenzia i rischi di involuzione della democrazia connessi al controllo sociale esercitato attraverso la diffusione capillare dei media di massa nella società.

## Riconoscimenti
- Premio Sonning, (1971)[24]
- Premio Nazionale Letterario Pisa 1978.[25]

## Opere
- L'ascesa alla felicità, Milano, Tamburini, 1948.
- Compendio della teoria del cemento armato, Milano, Tamburini, 1948.
- Studio tecnico delle strutture isostatiche. Vincoli, reazioni esterne, azioni interne, esempi, Milano, Tamburini, 1948.
- Voci nella città di Dio. Poemetto, Mazara, Società editrice siciliana, 1951.
- Fare presto (e bene) perché si muore, Torino, Francesco de Silva, 1954.
- Banditi a Partinico, Bari, Laterza, 1956. Palermo, Sellerio editore, 2009, La memoria n. 798, ISBN 9788838924392
- Inchiesta a Palermo, Torino, Einaudi, 1956. Palermo, Sellerio editore, 2013, La nuova diagonale n. 102, ISBN 9788838931161.
- Processo all'articolo 4, con altri, Torino, Einaudi, 1956. Palermo, Sellerio editore, 2011, La memoria n. 866, ISBN 9788838925818
- Poesie, Milano, Canevini, 1956.
- Una politica per la piena occupazione, a cura di, Torino, Einaudi, 1958.
- Spreco. Documenti e inchieste su alcuni aspetti dello spreco nella Sicilia occidentale, Torino, Einaudi, 1960.
- Conversazioni, Torino, Einaudi, 1962.
- Racconti siciliani, Torino, Einaudi, 1963. Palermo, Sellerio editore, 2008, La memoria n. 763, ISBN 9788838923074.
- Verso un mondo nuovo, Torino, Einaudi, 1964.
- Chi gioca solo, Torino, Einaudi, 1966.
- Conversazioni contadine, Torino-Milano, Einaudi-Mondadori, 1966.
- Ai più giovani, Milano, Libreria Feltrinelli, 1967.
- Inventare il futuro, Bari, Laterza, 1968.
- Verso nuova pace, con Ernesto Treccani, Milano, Teodorani, 1968.
- Il limone lunare. Poema per la radio dei poveri cristi, Bari, Laterza, 1970.
- Non sentite l'odore del fumo?, Bari, Laterza, 1971.
- Chissà se i pesci piangono. Documentazione di un'esperienza educativa, Torino, Einaudi, 1973.
- Esperienze e riflessioni, Bari, Laterza, 1974.
- Non esiste il silenzio, Torino, Einaudi, 1974.
- Poema umano, Torino, Einaudi, 1974.
- Il dio delle zecche, Milano, A. Mondadori, 1976.
- Conversazioni con Danilo Dolci, Milano, A. Mondadori, 1977.Messina, Mesogea 2013
- Creatura, Palermo, Editrice T., 1978.
- Creatura di creature. Poesie. 1949-1978, Milano, Feltrinelli, 1979.
- Da bocca a bocca, Roma-Bari, Laterza, 1981.
- Il ponte screpolato, Torino, Stampatori, 1979.
- Palpitare di nessi. Ricerca di educare creativo a un mondo noviolento, Roma, Armando, 1985.
- La comunicazione di massa non esiste, Latina, L'Argonauta, 1987.
- Dal trasmettere al comunicare, Torino, Edizioni Sonda, 1988. ISBN 88-7106-002-4
- Bozza di manifesto. All'educatore che è in ognuno al mondo, Torino, Edizioni Sonda, 1989. ISBN 88-7106-013-X
- Sorgente e progetto. Per una ricerca autoanalitica dall'intima Calabria all'industria del Nord, a cura di, Soveria Mannelli, Rubbettino, 1991. ISBN 88-7284-035-X
- Variazioni sul tema comunicare, a cura di, 2 voll., Vibo Valentia-Milano, Qualecultura-Jaca book, 1991.
- Comunicare, legge della vita. Bozza di manifesto e contributi, a cura di, Manduria, Lacaita, 1993.
- Gente semplice, Milano, Camunia, 1993. ISBN 88-7767-168-8
- La legge come germe musicale, Manduria, Lacaita, 1993.
- Nessi fra esperienza etica e politica, 2 voll., Manduria, Lacaita, 1993.
- La struttura maieutica e l'evolverci, Scandicci, La nuova Italia, 1996. ISBN 88-221-0786-1
- Se gli occhi fioriscono. 1968-1996, Bologna, Martina, 1997.
- Girando per case e botteghe, Napoli, Libreria Dante & Descartes, 2002.
- Una rivoluzione nonviolenta, Milano, Terre di mezzo, 2007. ISBN 978-88-89385-95-1. Milano, Altreconomia, 2010. ISBN 978-88-6516-014-5
- Lettere 1952-1968, con Aldo Capitini, Roma, Carocci, 2008. ISBN 978-88-430-4662-1
- Ciò che ho imparato e altri scritti, Messina, Mesogea, 2008. ISBN 978-88-469-2064-5
- La radio dei poveri cristi. Il progetto, la realizzazione, i testi della prima radio libera in Italia, Marsala, Navarra, 2008. ISBN 978-88-95756-10-3
- Il potere e l'acqua, Milano, Melampo, 2010. ISBN 978-88-89533-49-9

## Documentari
- Danilo Dolci, memoria e utopia, di Alberto Castiglione (documentario), 2004.[26]
- Verso un mondo nuovo, di Alberto Castiglione (documentario), 2006.[27]
- Dio delle Zecche: storia di Danilo Dolci in Sicilia, di Leandro Picarella e Giovanni Rosa (documentario), 2014.[28]

## Teatro
- Omaggio a Danilo Dolci (2011): regia di Pietra Selva. Gruppo Orme e Camaleonte Big.[29]
- La Ricetta di Danilo (2024): regia di Claudio Zappalà. Barbe à Papa Teatro [30]
- Digiunando davanti al mare: regia di Fabrizio Saccomanno, scritto da Francesco Niccolini. Con Giuseppe Semeraro (un produzione Principio Attivo Teatro)